# Svijany
Svijany (en allemand : Swijan) est une commune du district et de la région de Liberec, en République tchèque. Sa population s'élevait à 358 habitants en 2021.

## Géographie
Svijany se trouve à 11 km au sud-est de Český Dub, à 22 km au sud de Liberec et à 72 km au nord-est de Prague.

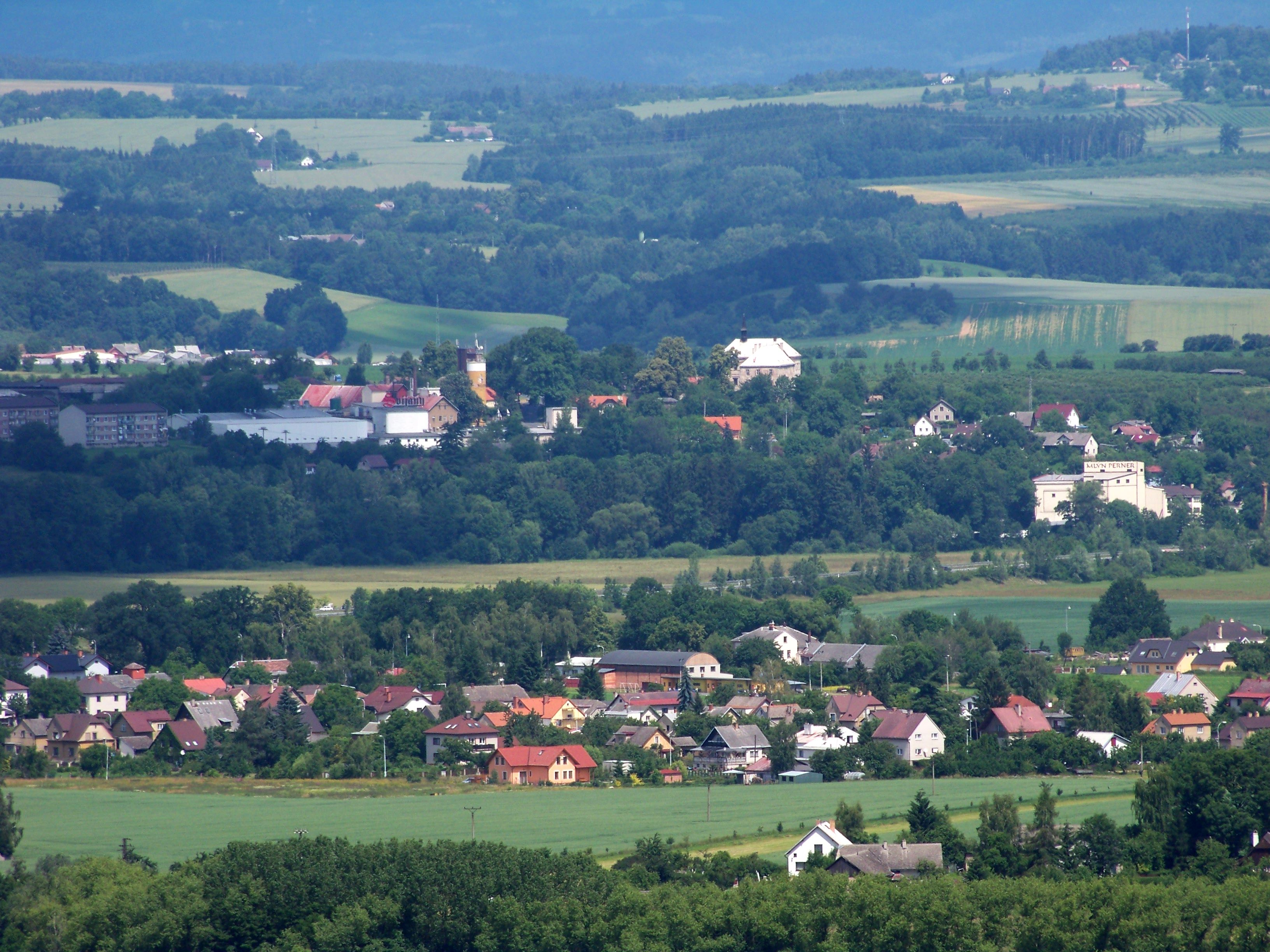
Doubrava (au premier plan) et Svijany depuis les monts Příhrazské skály

La commune est limitée par Svijanský Újezd au nord, par Pěnčín au nord-est, par Příšovice à l'est, et par Loukov au sud et à l'ouest.

## Histoire
La première mention écrite du village date de 1345.

## Galerie

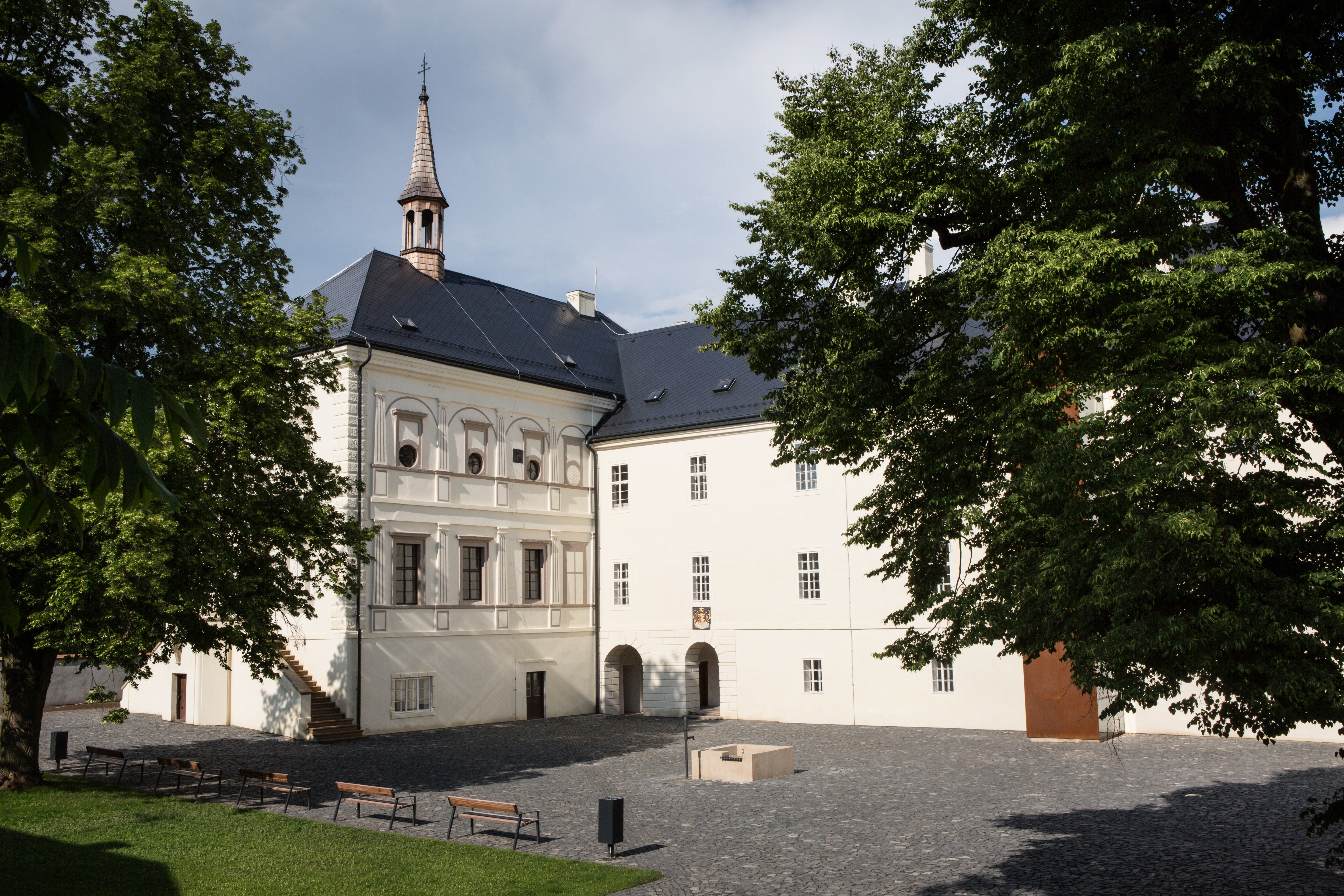
Château de Svijany.
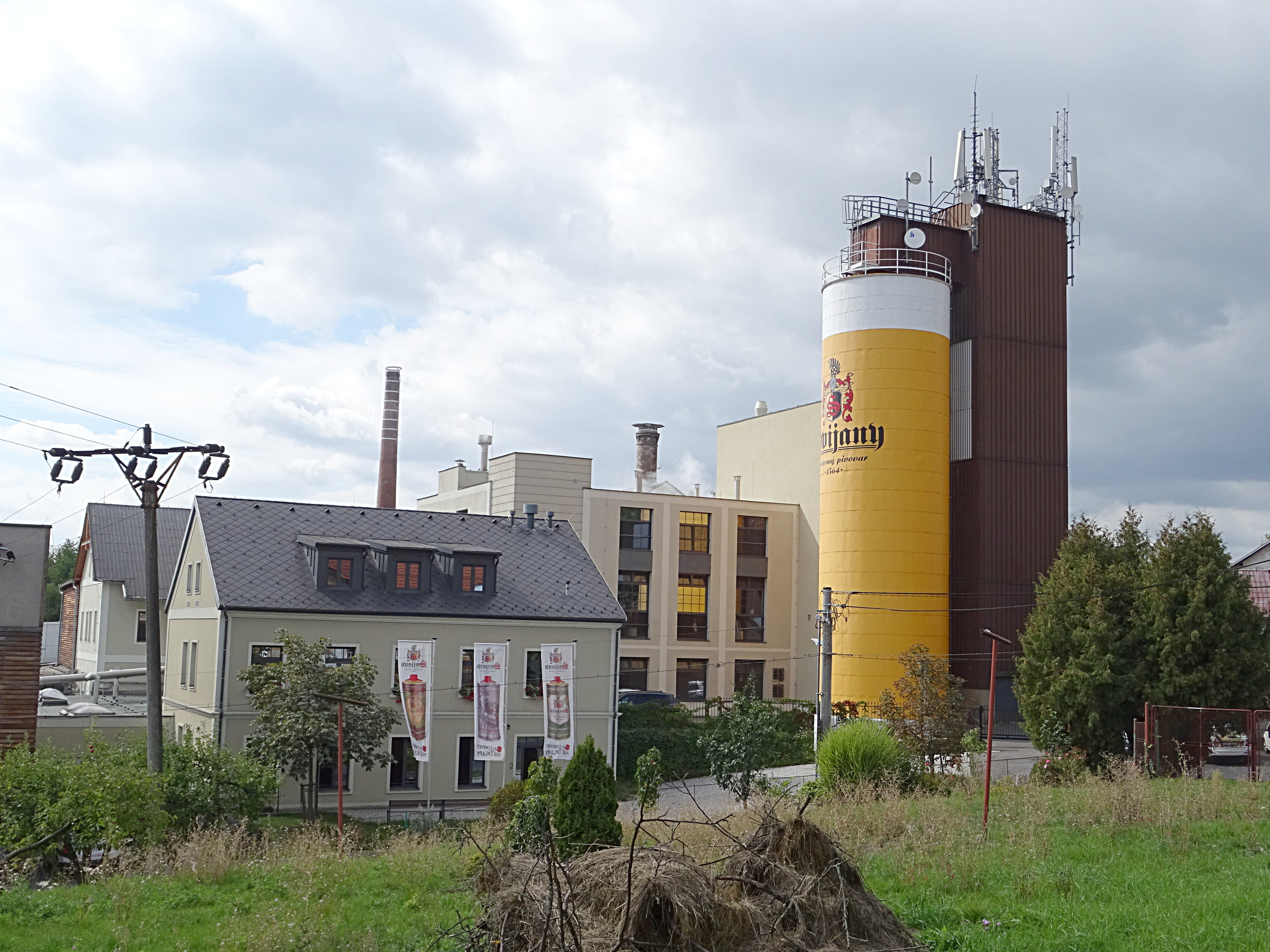
Brasserie « Svijany ».

## Transports
Par la route, Svijany se trouve à 12 km du centre de Mnichovo Hradiště, à 29 km de Liberec et à 85 km de Prague.